# 고후지촌 (에히메현)
고후지촌(小富士村)은 에히메현 우마군에 설치된 촌이다. 